# Pampán (khu tự quản)
Pampán là một khu tự quản thuộc bang Trujillo, Venezuela. Thủ phủ của khu tự quản Pampán đóng tại Pampán. Khự tự quản Pampán có diện tích 431 km2, dân số theo điều tra dân số ngày 21 tháng 10 năm 2001 là 41111 người.